# Henrique Arantes
Henrique Paulista Arantes (Goiânia, 14 de abril de 1984) é um historiador e político brasileiro filiado ao Movimento Democrático Brasileiro, que exerceu o três mandatos consecutivos como deputado estadual em Goiás.
Foi secretário de Estado de Cidadania e Trabalho de Goiás (2011 a 2013), foi vereador em Goiânia, entre os anos de 2009 a 2011, tendo sido eleito na eleição municipal de Goiânia em 2008, tendo se elegido deputado nas estaduais de 2010, 2014 e 2018. É formado em História pela Universidade Federal de Goiás. É filho de Jovair Oliveira Arantes e Ana Maria Paulista